# Творча вулиця (Київ)
Тво́рча ву́лиця — вулиця в Голосіївському районі міста Києва, місцевість Жуляни, товариство індивідуальних забудовників «Жуляни». Пролягає від вулиці Степана Рудницького до тупика.
Прилучається Успішна вулиця.

## Історія
Запроєктована на початку 2000-х років під назвою Московська 1. Сучасна назва — з 2008 року.